# 边城镇 (营口市)
边城镇，是中华人民共和国辽宁省营口市老边区下辖的一个乡镇级行政单位。

## 行政区划
边城镇下辖以下地区：
老边村、郑家村、孙家村、王家村、赵家村、前进村、双河村、薄家村、双井子村、北于杨村、前石桥子村、后石桥子村、东花英台村、西花英台村、三家子村和金屯村。